# Kranek Drugi
Kranek Drugi est une localité polonaise de la gmina rurale de Skórcz située dans le powiat de Starogard en voïvodie de Poméranie. Elle se trouve à environ 19 kilomètres au sud de Starogard Gdański et 66 km au sud de la capitale régionale Gdańsk.

## Géographie

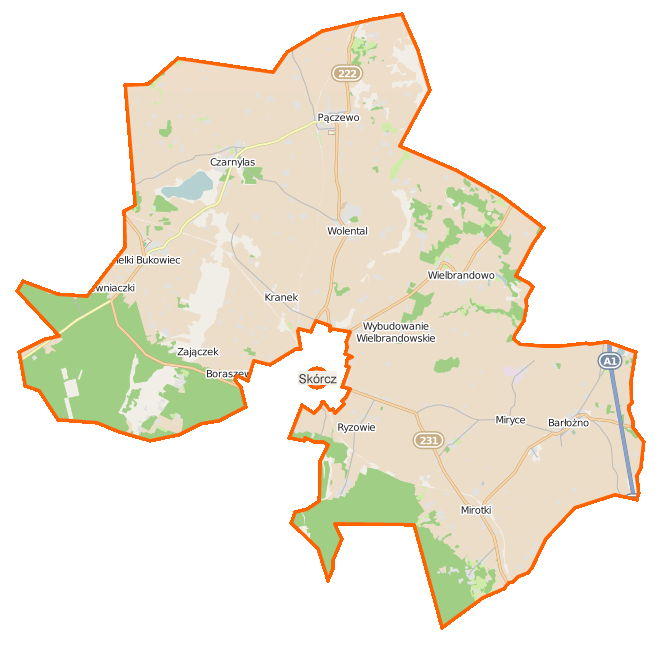
Carte de la gmina de Skórcz.